# Leonson Lewis
Leonson Lewis (Puerto España, Trinidad y Tobago, 30 de diciembre de 1966) es un exfutbolista de Trinidad y Tobago que jugaba en la posición de delantero centro.

## Carrera

### Club
| Periodo   | Club                 |
| --------- | -------------------- |
| 1986-1989 | W Connection         |
| 1989-1990 | Portmore United      |
| 1990-1994 | Académica de Coimbra |
| 1994-1996 | FC Felgueiras        |
| 1997      | Boavista FC          |
| 1997-1998 | GD Chaves            |
| 1998-2000 | CF Estrela Amadora   |
| 2000-2002 | União de Lamas       |
| 2002-2003 | W Connection         |

### Selección nacional
Jugó para Trinidad y Tobago en 31 ocasiones de 1988 a 1996 y anotó 21 goles; participó en la Copa de Oro de la Concacaf 1991.
| N.º | Fecha      | Sede                                                      | Rival                | Resultado | Torneo                                               |
| --- | ---------- | --------------------------------------------------------- | -------------------- | --------- | ---------------------------------------------------- |
| 1   | 16-6-1989  | Queen's Park Oval, Port of Spain, Trinidad y Tobago       | Perú                 | 2-1       | Amistoso                                             |
| 2   | 30-7-1989  | Queen's Park Oval, Port of Spain, Trinidad y Tobago       | El Salvador          | 2-0       | Clasificación para la Copa Mundial de Fútbol de 1990 |
| 3   | 30-7-1989  | Queen's Park Oval, Port of Spain, Trinidad y Tobago       | El Salvador          |           | Clasificación para la Copa Mundial de Fútbol de 1990 |
| 4   | 23-5-1991  | National Stadium, Kingston, Jamaica                       | República Dominicana | 7-0       | Copa del Caribe de 1991                              |
| 5   | 23-5-1991  | National Stadium, Kingston, Jamaica                       | República Dominicana | —         | Copa del Caribe de 1991                              |
| 6   | 29-6-1991  | Rose Bowl, Pasadena, Estados Unidos                       | Estados Unidos       | 1-2       | Copa de Oro de la Concacaf 1991                      |
| 7   | 1-7-1991   | Rose Bowl, Pasadena, Estados Unidos                       | Costa Rica           | 2-1       | Copa de Oro de la Concacaf 1991                      |
| 8   | 31-5-1992  | Queen's Park Oval, Port of Spain, Trinidad y Tobago       | Barbados             | 3-0       | Clasificación para la Copa Mundial de Fútbol de 1994 |
| 9   | 17-6-1992  | Hasely Crawford Stadium, Port of Spain, Trinidad y Tobago | Martinica            | 2-1       | Copa del Caribe de 1992                              |
| 10  | 19-6-1992  | Hasely Crawford Stadium, Port of Spain, Trinidad y Tobago | Surinam              | 1-0       | Copa del Caribe de 1992                              |
| 11  | 21-6-1992  | Hasely Crawford Stadium, Port of Spain, Trinidad y Tobago | Antigua y Barbuda    | 7-0       | Copa del Caribe de 1992                              |
| 12  | 21-6-1992  | Hasely Crawford Stadium, Port of Spain, Trinidad y Tobago | Antigua y Barbuda    | 7-0       | Copa del Caribe de 1992                              |
| 13  | 21-6-1992  | Hasely Crawford Stadium, Port of Spain, Trinidad y Tobago | Antigua y Barbuda    | 7-0       | Copa del Caribe de 1992                              |
| 14  | 24-6-1992  | Hasely Crawford Stadium, Port of Spain, Trinidad y Tobago | Cuba                 | 1-0       | Copa del Caribe de 1992                              |
| 15  | 26-6-1992  | Hasely Crawford Stadium, Port of Spain, Trinidad y Tobago | Jamaica              | 3-1       | Copa del Caribe de 1992                              |
| 16  | 19-11-1994 | Hasely Crawford Stadium, Port of Spain, Trinidad y Tobago | Estados Unidos       | 1-0       | Amistoso                                             |
| 17  | 21-7-1995  | Jarrett Park, Montego Bay, Jamaica                        | Santa Lucía          | 5-0       | Copa del Caribe de 1995                              |
| 18  | 21-7-1995  | Jarrett Park, Montego Bay, Jamaica                        | Santa Lucía          | 5-0       | Copa del Caribe de 1995                              |
| 19  | 28-7-1995  | Truman Bodden Sports Complex, George Town, Islas Caimán   | Islas Caimán         | 9-2       | Copa del Caribe de 1995                              |
| 20  | 28-7-1995  | Truman Bodden Sports Complex, George Town, Islas Caimán   | Islas Caimán         | 9-2       | Copa del Caribe de 1995                              |
| 21  | 28-7-1995  | Truman Bodden Sports Complex, George Town, Islas Caimán   | Islas Caimán         | 9-2       | Copa del Caribe de 1995                              |

## Logros
- Copa de Trinidad y Tobago (1): 2002
- Pro Bowl de Trinidad y Tobago (1): 2002
- Campeonato de Clubes de la CFU (1): 2002